# Joseph Amlong
Joseph Brian "Joe" Amlong, född den 17 december 1936 i Haines, död den 1 juli 2019,  var en roddare.
Amlong blev olympisk guldmedaljör i åtta med styrman vid sommarspelen 1964 i Tokyo.